# Campeonato Sudamericano 1967/Kader
Dieser Artikel enthält die Kader der acht Nationalmannschaften bei dem Campeonato Sudamericano 1967 in Uruguay. Die Spiele mit statistischen Details beinhaltet der Artikel Campeonato Sudamericano 1967/Spiele.

## Argentinien
| Position   | Name                   | Verein                  | Geburtsdatum  | Alter | Anzahl der Spiele | Startelf | Eingewechselt | Ausgewechselt | Tor | Eigentor |
| ---------- | ---------------------- | ----------------------- | ------------- | ----- | ----------------- | -------- | ------------- | ------------- | --- | -------- |
| Torwart    | Antonio Roma           | Boca Juniors            | 13. Juli 1932 | 34    | 5                 | 5        | 0             | 0             | 0   | 0        |
| Abwehr     | David Acevedo          | CA Independiente        | 20. Feb. 1937 | 29    | 5                 | 5        | 0             | 1             | 0   | 0        |
| Abwehr     | Oscar Calics           | San Lorenzo de Almagro  | 18. Nov. 1939 | 27    | 5                 | 5        | 0             | 0             | 0   | 0        |
| Abwehr     | Silvio Marzolini       | Boca Juniors            | 4. Okt. 1940  | 26    | 5                 | 5        | 0             | 0             | 1   | 0        |
| Abwehr     | Iselín Santos Ovejero  | CA Vélez Sarsfield      | 16. Okt. 1944 | 21    | 4                 | 4        | 0             | 2             | 0   | 0        |
| Mittelfeld | Rafael Albrecht        | San Lorenzo de Almagro  | 23. Aug. 1941 | 25    | 5                 | 5        | 0             | 0             | 1   | 0        |
| Mittelfeld | Raúl Bernao            | CA Independiente        | 4. Nov. 1941  | 25    | 5                 | 5        | 0             | 1             | 2   | 0        |
| Mittelfeld | Antonio Rattín         | Boca Juniors            | 16. Mai 1937  | 29    | 1                 | 1        | 0             | 0             | 0   | 0        |
| Mittelfeld | Antonio Rosl           | Gimnasia y Esgrima      | 21. März 1944 | 22    | 1                 | 0        | 1             | 0             | 0   | 0        |
| Mittelfeld | Sebastián Viberti      | CA Huracán              | 25. Mai 1944  | 22    | 2                 | 0        | 2             | 0             | 0   | 0        |
| Sturm      | Luis Artime            | CA Independiente        | 12. Dez. 1938 | 28    | 5                 | 5        | 0             | 0             | 5   | 0        |
| Sturm      | Juan Carlos Carone     | CA Vélez Sarsfield      | 18. Mai 1942  | 24    | 2                 | 1        | 1             | 0             | 1   | 0        |
| Sturm      | Alberto Mario González | Boca Juniors            | 21. Aug. 1941 | 25    | 5                 | 5        | 0             | 1             | 0   | 0        |
| Sturm      | Óscar Mas              | River Plate             | 29. Okt. 1946 | 20    | 4                 | 4        | 0             | 1             | 1   | 0        |
| Sturm      | Norberto Raffo         | Racing Club             | 27. Apr. 1939 | 27    | 2                 | 0        | 2             | 0             | 0   | 0        |
| Sturm      | Alfredo Rojas          | Boca Juniors            | 20. Feb. 1937 | 29    | 3                 | 2        | 1             | 2             | 0   | 0        |
| Sturm      | Juan Carlos Sarnari    | CD Universidad Católica | 22. Jan. 1942 | 24    | 4                 | 3        | 1             | 1             | 1   | 0        |
| Sturm      | Héctor Veira           | San Lorenzo de Almagro  | 29. Mai 1946  | 20    | 1                 | 0        | 1             | 0             | 0   | 0        |

Trainer:  Jim Lópes

## Bolivien
| Position   | Name             | Verein                 | Geburtsdatum  | Alter | Anzahl der Spiele | Startelf | Eingewechselt | Ausgewechselt | Tor | Eigentor |
| ---------- | ---------------- | ---------------------- | ------------- | ----- | ----------------- | -------- | ------------- | ------------- | --- | -------- |
| Torwart    | Griseldo Cobo    | Club Always Ready      | 27. Jan. 1938 | 28    | 2                 | 1        | 1             | 0             | 0   | 0        |
| Torwart    | José Issa        | Club Jorge Wilstermann | 28. Mai 1942  | 24    | 4                 | 4        | 0             | 1             | 0   | 0        |
| Abwehr     | Isaac Maldonado  | Club 31 de Octubre     |               |       | 2                 | 1        | 1             | 0             | 0   | 0        |
| Abwehr     | Hugo Palenque    | Club 31 de Octubre     | 1. Dez. 1937  | 29    | 2                 | 2        | 0             | 1             | 0   | 0        |
| Abwehr     | Oscar Quiroga    | Municipal de La Paz    |               |       | 5                 | 5        | 0             | 0             | 0   | 0        |
| Abwehr     | Roberto Troncoso | Club Jorge Wilstermann |               |       | 1                 | 1        | 0             | 0             | 0   | 1        |
| Mittelfeld | Guery Agreda     | Club Jorge Wilstermann | 19. Jan. 1942 | 24    | 5                 | 5        | 0             | 1             | 0   | 0        |
| Mittelfeld | Wilfredo Camacho | Municipal de La Paz    | 21. Juni 1935 | 31    | 3                 | 3        | 0             | 1             | 0   | 0        |
| Mittelfeld | Adolfo Flores    | Chaco Petrolero        | 12. Feb. 1942 | 24    | 1                 | 1        | 0             | 0             | 0   | 0        |
| Mittelfeld | Jaime Herbas     | Club Jorge Wilstermann | 25. Sep. 1941 | 25    | 4                 | 4        | 0             | 0             | 0   | 0        |
| Mittelfeld | Jesús Herbas     | Club Jorge Wilstermann | 2. Jan. 1940  | 27    | 3                 | 2        | 1             | 0             | 0   | 0        |
| Mittelfeld | César Sánchez    | Club Jorge Wilstermann | 29. Jan. 1935 | 31    | 2                 | 2        | 0             | 1             | 0   | 0        |
| Mittelfeld | Mario Zabalaga   | Club Jorge Wilstermann | 8. Mai 1938   | 28    | 5                 | 5        | 0             | 0             | 0   | 0        |
| Sturm      | Ramiro Blacut    | Club Bolívar           | 3. Jan. 1944  | 23    | 5                 | 5        | 0             | 1             | 0   | 0        |
| Sturm      | Rómulo Cortez    | Club Always Ready      | 23. Juli 1937 | 29    | 2                 | 2        | 0             | 0             | 0   | 0        |
| Sturm      | Renán López      | Club Jorge Wilstermann | 31. Okt. 1939 | 27    | 0                 | 0        | 0             | 0             | 0   | 0        |
| Sturm      | Edgar Quinteros  | Club 31 de Octubre     | 19. Juli 1940 | 26    | 4                 | 2        | 2             | 0             | 0   | 0        |
| Sturm      | Jorge Urdidínea  | Club Bolívar           |               |       | 2                 | 0        | 2             | 0             | 0   | 0        |
| Sturm      | Rolando Vargas   | Club Jorge Wilstermann | 10. Apr. 1939 | 27    | 4                 | 4        | 0             | 1             | 0   | 0        |

Trainer:  Carlos Trigo

## Chile
Es wurden auch die Spiele aus der Qualifikation gezählt.
| Position   | Name             | Verein                  | Geburtsdatum  | Alter | Anzahl der Spiele | Startelf | Eingewechselt | Ausgewechselt | Tor | Eigentor |
| ---------- | ---------------- | ----------------------- | ------------- | ----- | ----------------- | -------- | ------------- | ------------- | --- | -------- |
| Torwart    | Adán Godoy       | CD Universidad Católica | 26. Nov. 1936 | 30    | 0                 | 0        | 0             | 0             | 0   | 0        |
| Torwart    | Juan Olivares    | CD Universidad Católica | 20. Feb. 1941 | 25    | 7                 | 7        | 0             | 0             | 0   | 0        |
| Abwehr     | Víctor Adriazola | CD Universidad Católica | 3. Juni 1943  | 23    | 7                 | 7        | 0             | 1             | 0   | 0        |
| Abwehr     | Víctor Castañeda | CD Palestino            | 21. Dez. 1938 | 28    | 1                 | 0        | 1             | 0             | 0   | 0        |
| Abwehr     | Humberto Cruz    | CSD Colo-Colo           | 8. Dez. 1939  | 27    | 7                 | 7        | 0             | 0             | 0   | 0        |
| Abwehr     | Elías Figueroa   | Peñarol Montevideo      | 25. Okt. 1946 | 20    | 7                 | 7        | 0             | 0             | 0   | 0        |
| Abwehr     | Eduardo Herrera  | CD Santiago Wanderers   | 25. Aug. 1944 | 22    | 4                 | 3        | 1             | 0             | 0   | 0        |
| Abwehr     | Hugo Villanueva  | CF Universidad de Chile | 9. Apr. 1939  | 27    | 4                 | 4        | 0             | 1             | 0   | 0        |
| Mittelfeld | Osvaldo Castro   | Unión La Calera         | 14. Apr. 1947 | 19    | 7                 | 5        | 2             | 1             | 0   | 0        |
| Mittelfeld | Roberto Hodge    | CF Universidad de Chile | 30. Juli 1944 | 22    | 7                 | 7        | 0             | 2             | 0   | 0        |
| Mittelfeld | Rubén Marcos     | CD Universidad Católica | 6. Dez. 1942  | 24    | 6                 | 6        | 0             | 2             | 3   | 0        |
| Mittelfeld | José Moris       | CD Palestino            | 17. Juli 1939 | 27    | 1                 | 0        | 1             | 0             | 0   | 0        |
| Mittelfeld | Ignacio Prieto   | CD Universidad Católica | 23. Sep. 1943 | 23    | 7                 | 7        | 0             | 0             | 2   | 0        |
| Mittelfeld | Carlos Reinoso   | Audax Italiano          | 7. März 1945  | 21    | 1                 | 0        | 1             | 0             | 0   | 0        |
| Sturm      | Pedro Araya      | CF Universidad de Chile | 23. Jan. 1942 | 24    | 7                 | 7        | 0             | 0             | 3   | 0        |
| Sturm      | Carlos Campos    | CF Universidad de Chile | 14. Feb. 1937 | 29    | 2                 | 2        | 0             | 2             | 1   | 0        |
| Sturm      | Julio Gallardo   | CD Universidad Católica | 16. Juni 1942 | 24    | 7                 | 5        | 2             | 0             | 3   | 0        |
| Sturm      | Manuel Saavedra  | Unión La Calera         | 24. Apr. 1941 | 25    | 2                 | 2        | 0             | 1             | 1   | 0        |
| Sturm      | Armando Tobar    | CD Universidad Católica | 7. Juni 1938  | 28    | 3                 | 1        | 2             | 1             | 0   | 0        |

Trainer:  Alejandro Scopelli

## Ecuador
Die Mannschaft bestritt nur die zwei Qualifikationsspiele.
| Position   | Name              | Verein       | Geburtsdatum  | Alter | Anzahl der Spiele | Startelf | Eingewechselt | Ausgewechselt | Tor | Eigentor |
| ---------- | ----------------- | ------------ | ------------- | ----- | ----------------- | -------- | ------------- | ------------- | --- | -------- |
| Torwart    | Helinho           | Barcelona SC | 30. Okt. 1941 | 25    | 2                 | 2        | 0             | 0             | 0   | 0        |
| Torwart    | Edwin Mejia       | CS Emelec    | 5. Sep. 1944  | 22    | 0                 | 0        | 0             | 0             | 0   | 0        |
| Torwart    | Manuel Ordeñana   | CS Emelec    | 4. Jan. 1940  | 27    | 0                 | 0        | 0             | 0             | 0   | 0        |
| Abwehr     | Miguel Bustamante | Barcelona SC | 17. Feb. 1940 | 26    | 2                 | 2        | 0             | 0             | 0   | 0        |
| Abwehr     | Vicente Lecaro    | Barcelona SC | 8. Juni 1936  | 30    | 2                 | 2        | 0             | 0             | 0   | 0        |
| Abwehr     | Luciano Macías    | Barcelona SC | 28. Mai 1935  | 31    | 2                 | 2        | 0             | 0             | 0   | 0        |
| Abwehr     | Alfonso Quijano   | Barcelona SC | 11. Aug. 1942 | 24    | 2                 | 2        | 0             | 0             | 0   | 0        |
| Abwehr     | Tom Rodríguez     | CS Emelec    | 1. Apr. 1970  | 30    | 1                 | 0        | 1             | 0             | 0   | 0        |
| Mittelfeld | Jorge Bolaños     | CS Emelec    | 16. Aug. 1943 | 23    | 2                 | 2        | 0             | 0             | 0   | 0        |
| Mittelfeld | Jaime Delgado     | CS Emelec    | 11. Jan. 1943 | 24    | 1                 | 0        | 1             | 0             | 0   | 0        |
| Mittelfeld | Carlos Maridueña  | CS Emelec    | 29. Juni 1944 | 22    | 0                 | 0        | 0             | 0             | 0   | 0        |
| Mittelfeld | Felipe Mina       | CS Emelec    | 1. Jan. 1944  | 23    | 0                 | 0        | 0             | 0             | 0   | 0        |
| Mittelfeld | Héctor Morales    | LDU Quito    | 15. Juli 1944 | 22    | 1                 | 1        | 0             | 1             | 0   | 0        |
| Mittelfeld | Carlos Pineda     | CS Emelec    | 21. Feb. 1937 | 29    | 1                 | 1        | 0             | 0             | 0   | 0        |
| Mittelfeld | Enrique Portilla  | LDU Quito    | 18. Okt. 1944 | 22    | 1                 | 0        | 1             | 0             | 0   | 0        |
| Sturm      | Clímaco Cañarte   | Barcelona SC | 5. Feb. 1936  | 30    | 2                 | 2        | 0             | 0             | 0   | 0        |
| Sturm      | Polo Carrera      | Barcelona SC | 11. Jan. 1945 | 22    | 2                 | 2        | 0             | 1             | 1   | 0        |
| Sturm      | Armando Larrea    | LDU Quito    | 11. Mai 1943  | 23    | 0                 | 0        | 0             | 0             | 0   | 0        |
| Sturm      | Félix Lasso       | Barcelona SC | 28. Mai 1945  | 21    | 2                 | 2        | 0             | 1             | 0   | 0        |
| Sturm      | Bolívar Merizalde | CS Emelec    | 26. Nov. 1941 | 25    | 1                 | 0        | 1             | 0             | 0   | 0        |
| Sturm      | Washington Muñoz  | Barcelona SC | 26. Juni 1944 | 22    | 2                 | 2        | 0             | 1             | 1   | 0        |
| ?          | Segundo Cevallos  | Politécnica  |               |       | 0                 | 0        | 0             | 0             | 0   | 0        |
| ?          | Fortunato Chalén  | CS Patria    |               |       | 0                 | 0        | 0             | 0             | 0   | 0        |

Trainer:  Fausto Montalván

## Kolumbien
Die Mannschaft bestritt nur die zwei Qualifikationsspiele.
| Position   | Name                  | Verein                 | Geburtsdatum  | Alter | Anzahl der Spiele | Startelf | Eingewechselt | Ausgewechselt | Tor | Eigentor |
| ---------- | --------------------- | ---------------------- | ------------- | ----- | ----------------- | -------- | ------------- | ------------- | --- | -------- |
| Torwart    | Luis Largacha         | Atlético Nacional      | 22. Juli 1939 | 27    | 0                 | 0        | 0             | 0             | 0   | 0        |
| Torwart    | Alberto Sánchez       |                        |               |       | 0                 | 0        | 0             | 0             | 0   | 0        |
| Torwart    | Heriberto Solis       | Atlético Bucaramanga   | 3. Nov. 1939  | 27    | 2                 | 2        | 0             | 0             | 0   | 0        |
| Abwehr     | Julio Edgar Gaviria   | Millonarios FC         | 1. Apr. 1945  | 21    | 0                 | 0        | 0             | 0             | 0   | 0        |
| Abwehr     | Óscar López           | Deportivo Cali         | 2. Apr. 1939  | 27    | 2                 | 2        | 0             | 0             | 0   | 0        |
| Abwehr     | Hugo Márquez          | Once Caldas            |               |       | 2                 | 2        | 0             | 0             | 0   | 0        |
| Abwehr     | Joaquín Sánchez       | Deportivo Cali         | 5. Feb. 1941  | 25    | 0                 | 0        | 0             | 0             | 0   | 0        |
| Abwehr     | Arturo Segovia        | Atlético Junior        | 26. Okt. 1941 | 25    | 1                 | 1        | 0             | 0             | 0   | 0        |
| Abwehr     | Hermenegildo Segrera  | Atlético Junior        | 17. Juni 1945 | 21    | 2                 | 2        | 0             | 0             | 0   | 0        |
| Mittelfeld | Mario Agudelo         | Deportivo Cali         | 31. Dez. 1947 | 19    | 2                 | 2        | 0             | 0             | 0   | 0        |
| Mittelfeld | Alfonso Cañón         | Independiente Santa Fe | 20. Apr. 1946 | 20    | 2                 | 2        | 0             | 0             | 1   | 0        |
| Mittelfeld | Efraín Castillo       | Independiente Santa Fe | 25. Nov. 1944 | 22    | 1                 | 1        | 0             | 0             | 0   | 0        |
| Mittelfeld | Germán González       | Cúcuta Deportivo       | 14. Juni 1947 | 19    | 0                 | 0        | 0             | 0             | 0   | 0        |
| Mittelfeld | Gonzalo González      |                        |               |       | 0                 | 0        | 0             | 0             | 0   | 0        |
| Mittelfeld | Bernardo Valencia     | Deportivo Cali         | 12. Okt. 1939 | 27    | 2                 | 2        | 0             | 0             | 0   | 0        |
| Mittelfeld | Pedro Vásquez         | Unión Magdalena        | 1. Jan. 1944  | 23    | 0                 | 0        | 0             | 0             | 0   | 0        |
| Sturm      | Edison Angulo         |                        |               |       | 0                 | 0        | 0             | 0             | 0   | 0        |
| Sturm      | Uriel Cadavid         | Independiente Medellín | 3. Apr. 1939  | 27    | 2                 | 2        | 0             | 0             | 0   | 0        |
| Sturm      | Delio Gamboa          | Independiente Santa Fe | 28. Jan. 1936 | 30    | 2                 | 2        | 0             | 0             | 1   | 0        |
| Sturm      | Norman Ortiz          | América de Cali        | 3. Jan. 1947  | 20    | 0                 | 0        | 0             | 0             | 0   | 0        |
| Sturm      | Jorge Ramírez Gallego | Deportivo Cali         | 25. März 1940 | 26    | 2                 | 2        | 0             | 0             | 0   | 0        |
| Sturm      | Jorge Uribe           | América de Cali        |               |       | 0                 | 0        | 0             | 0             | 0   | 0        |
| Sturm      | Guillermo Vásquez     | Unión Magdalena        |               |       | 0                 | 0        | 0             | 0             | 0   | 0        |

Trainer:  Luis Augusto García

## Paraguay
Es wurden auch die Spiele aus der Qualifikation gezählt.
| Position   | Name                 | Verein              | Geburtsdatum  | Alter | Anzahl der Spiele | Startelf | Eingewechselt | Ausgewechselt | Tor | Eigentor |
| ---------- | -------------------- | ------------------- | ------------- | ----- | ----------------- | -------- | ------------- | ------------- | --- | -------- |
| Torwart    | Humberto Núñez       | Club Sol de América | 3. Mai 1945   | 21    | 4                 | 2        | 2             | 1             | 0   | 0        |
| Torwart    | Artemio Villanueva   | Club Cerro Porteño  | 9. Nov. 1945  | 21    | 3                 | 2        | 1             | 1             | 0   | 0        |
| Torwart    | Gumercindo Yudis     | Club Guaraní        | 13. Jan. 1944 | 23    | 3                 | 3        | 0             | 1             | 0   | 0        |
| Abwehr     | Vicente Bobadilla    | Club Guaraní        | 5. Apr. 1938  | 28    | 6                 | 6        | 0             | 1             | 0   | 0        |
| Abwehr     | Ramón Colman         | Club Cerro Porteño  |               |       | 3                 | 3        | 0             | 0             | 1   | 0        |
| Abwehr     | Ricardo González     | Club Cerro Porteño  | 7. Feb. 1945  | 21    | 6                 | 4        | 2             | 2             | 0   | 0        |
| Abwehr     | Antonio Insfrán      | Club Guaraní        | 17. Jan. 1942 | 25    | 4                 | 4        | 0             | 1             | 0   | 0        |
| Abwehr     | Rodolfo Patiño       | Club Guaraní        |               |       | 7                 | 6        | 1             | 0             | 0   | 0        |
| Mittelfeld | Mercedes Colmán      | Club Sol de América |               |       | 2                 | 0        | 2             | 0             | 0   | 0        |
| Mittelfeld | Francisco Miranda    | Club Cerro Porteño  | 21. Aug. 1941 | 25    | 6                 | 6        | 0             | 0             | 1   | 0        |
| Mittelfeld | Sérgio Rojas         | Club Guaraní        | 27. Sep. 1940 | 26    | 6                 | 5        | 1             | 0             | 0   | 0        |
| Sturm      | Benigno Apocada      | Club Olimpia        |               |       | 6                 | 6        | 0             | 1             | 2   | 0        |
| Sturm      | Arístides del Puerto | Club Olimpia        | 17. Jan. 1947 | 20    | 5                 | 3        | 2             | 1             | 2   | 0        |
| Sturm      | Antonio González     | Club Olimpia        | 3. Mai 1936   | 30    | 3                 | 3        | 0             | 2             | 1   | 0        |
| Sturm      | Celino Mora          | Club Cerro Porteño  | 21. Okt. 1945 | 21    | 7                 | 7        | 0             | 0             | 4   | 0        |
| Sturm      | Juan Rojas           | Club Cerro Porteño  | 17. Dez. 1945 | 21    | 6                 | 6        | 0             | 1             | 3   | 0        |
| Sturm      | Arsenio Valdez       | Club Guaraní        | 12. Dez. 1942 | 24    | 6                 | 6        | 0             | 3             | 0   | 0        |
| Sturm      | Ladislao Delgadillo  | Club Sol de América |               |       | 3                 | 1        | 2             | 0             | 0   | 0        |
| Sturm      | Wilfrido Garay       | Club Nacional       | 18. Juli 1944 | 22    | 1                 | 0        | 1             | 0             | 0   | 0        |
| Sturm      | Aurelio Martínez     | Club Guaraní        |               |       | 2                 | 1        | 1             | 0             | 0   | 0        |
| Sturm      | Juan Riveros         | Club Cerro Porteño  | 17. Mai 1946  | 20    | 3                 | 2        | 1             | 1             | 1   | 0        |

Trainer:  Benjamín Benítez

## Uruguay
| Position   | Name                  | Verein                | Geburtsdatum  | Alter | Anzahl der Spiele | Startelf | Eingewechselt | Ausgewechselt | Tor | Eigentor |
| ---------- | --------------------- | --------------------- | ------------- | ----- | ----------------- | -------- | ------------- | ------------- | --- | -------- |
| Torwart    | Miguel Bazzano        | Danubio FC            | 22. Nov. 1945 | 21    | 3                 | 3        | 0             | 0             | 0   | 0        |
| Torwart    | Ladislao Mazurkiewicz | Peñarol Montevideo    | 14. Feb. 1945 | 21    | 2                 | 2        | 0             | 0             | 0   | 0        |
| Torwart    | Luis Barbat           | Liverpool Montevideo  | 17. Juni 1968 | 20    | 0                 | 0        | 0             | 0             | 0   | 0        |
| Abwehr     | Elgar Baeza           | Nacional Montevideo   | 8. Nov. 1939  | 27    | 4                 | 4        | 0             | 2             | 0   | 0        |
| Abwehr     | Héctor Cincunegui     | Nacional Montevideo   | 28. Juli 1940 | 26    | 5                 | 5        | 0             | 2             | 0   | 0        |
| Abwehr     | Pablo Forlán          | Club Atlético Peñarol | 14. Juli 1945 | 21    | 2                 | 0        | 2             | 0             | 0   | 0        |
| Abwehr     | Carlos Martínez       | CA Fénix              | 30. Sep. 1940 | 26    | 2                 | 1        | 1             | 0             | 0   | 0        |
| Abwehr     | Julio Montero         | Nacional Montevideo   | 25. Apr. 1944 | 22    | 4                 | 4        | 0             | 2             | 1   | 0        |
| Abwehr     | Juan Mujica           | Nacional Montevideo   | 22. Dez. 1943 | 23    | 3                 | 3        | 0             | 0             | 0   | 0        |
| Abwehr     | Juan Carlos Paz       | Racing Club           | 6. Sep. 1944  | 22    | 2                 | 1        | 1             | 0             | 0   | 0        |
| Abwehr     | Luis Varela           | Peñarol Montevideo    | 22. Aug. 1941 | 25    | 5                 | 5        | 0             | 0             | 0   | 0        |
| Mittelfeld | Omar Caetano          | Peñarol Montevideo    | 9. Nov. 1938  | 28    | 2                 | 2        | 0             | 0             | 0   | 0        |
| Mittelfeld | Domingo Pérez         | Nacional Montevideo   | 7. Juni 1936  | 30    | 4                 | 3        | 1             | 1             | 1   | 0        |
| Mittelfeld | Pedro Rocha           | Peñarol Montevideo    | 3. Dez. 1942  | 24    | 5                 | 5        | 0             | 0             | 3   | 0        |
| Mittelfeld | Rubén Techera         | Nacional Montevideo   | 12. Dez. 1946 | 20    | 3                 | 0        | 3             | 0             | 0   | 0        |
| Mittelfeld | Luis Vera             | CA Fénix              | 1. Nov. 1943  | 23    | 5                 | 3        | 2             | 2             | 0   | 0        |
| Sturm      | Jorge Acuña           | IA Sud América        |               |       | 1                 | 0        | 1             | 0             | 0   | 0        |
| Sturm      | Abayubá Ibáñez        | Defensor Sporting     |               |       | 0                 | 0        | 0             | 0             | 0   | 0        |
| Sturm      | Jorge Oyarbide        | Nacional Montevideo   | 6. Juli 1944  | 22    | 5                 | 5        | 0             | 2             | 4   | 0        |
| Sturm      | Héctor Salvá          | Danubio FC            | 27. Nov. 1939 | 27    | 5                 | 4        | 1             | 1             | 0   | 0        |
| Sturm      | José Urruzmendi       | Nacional Montevideo   | 25. Aug. 1944 | 22    | 5                 | 5        | 0             | 0             | 3   | 0        |

Trainer:  Juan Carlos Corazzo

## Venezuela
| Position   | Name              | Verein              | Geburtsdatum  | Alter | Anzahl der Spiele | Startelf | Eingewechselt | Ausgewechselt | Tor | Eigentor |
| ---------- | ----------------- | ------------------- | ------------- | ----- | ----------------- | -------- | ------------- | ------------- | --- | -------- |
| Torwart    | Johnny Arocha     | UD Canarias         | 24. Juni 1943 | 23    | 0                 | 0        | 0             | 0             | 0   | 0        |
| Torwart    | Omar Colmenares   | Valencia FC         | 13. Dez. 1945 | 21    | 3                 | 2        | 1             | 1             | 0   | 0        |
| Torwart    | Vito Fassano      | Deportivo Italia    | 11. Feb. 1940 | 26    | 4                 | 3        | 1             | 1             | 0   | 0        |
| Abwehr     | Freddy Elie       | Deportivo Galicia   | 10. März 1946 | 20    | 5                 | 5        | 0             | 0             | 0   | 0        |
| Abwehr     | Gustavo González  | Deportivo Italia    |               |       | 5                 | 4        | 1             | 0             | 0   | 0        |
| Abwehr     | Omar González     | Valencia FC         |               |       | 1                 | 0        | 1             | 0             | 0   | 0        |
| Abwehr     | David Mota        | Deportivo Galicia   | 16. Feb. 1942 | 24    | 5                 | 5        | 0             | 0             | 0   | 0        |
| Abwehr     | Rafael Naranjo    | Lara FC             | 6. Juni 1943  | 23    | 5                 | 4        | 1             | 0             | 0   | 0        |
| Abwehr     | José Vidal        | Lara FC             | 26. Mai 1938  | 28    | 2                 | 1        | 1             | 1             | 0   | 0        |
| Abwehr     | José Zarzalejo    | Nacional Táchira    | 7. Nov. 1942  | 24    | 5                 | 5        | 0             | 0             | 0   | 0        |
| Mittelfeld | Salvador Gala     | Litoral FC          |               |       | 5                 | 3        | 2             | 2             | 0   | 0        |
| Mittelfeld | Pedro González    | Deportivo Portugués |               |       | 3                 | 0        | 3             | 0             | 0   | 0        |
| Mittelfeld | Luis Mendoza      | Deportivo Italia    | 21. Juni 1945 | 21    | 5                 | 5        | 0             | 1             | 1   | 0        |
| Mittelfeld | Argenis Tortolero | Lara FC             | 16. März 1941 | 25    | 5                 | 5        | 0             | 3             | 0   | 0        |
| Sturm      | Antonio Ravelo    | UD Canarias         | 2. Apr. 1940  | 26    | 5                 | 5        | 0             | 1             | 2   | 0        |
| Sturm      | Rafael Rafael     | Deportivo Galicia   | 1. Dez. 1944  | 22    | 5                 | 5        | 0             | 0             | 3   | 0        |
| Sturm      | Humberto Scovino  | Valencia FC         | 20. Dez. 1912 | 24    | 4                 | 3        | 1             | 2             | 2   | 0        |
| ?          | Miguel Ruiz       | Litoral FC          |               |       | 0                 | 0        | 0             | 0             | 0   | 0        |

Trainer:  Rafael Franco Reyes